# East Brady
East Brady es un borough ubicado en el condado de Clarion en el estado estadounidense de Pensilvania. En el año 2000 tenía una población de 1,038 habitantes y una densidad poblacional de 577 personas por km².

## Geografía
East Brady se encuentra ubicado en las coordenadas 40°59′4″N 79°36′55″O / 40.98444, -79.61528.

## Demografía
Según la Oficina del Censo en 2000 los ingresos medios por hogar en la localidad eran de $26,667 y los ingresos medios por familia eran $37,589. Los hombres tenían unos ingresos medios de $35,417 frente a los $21,538 para las mujeres. La renta per cápita para la localidad era de $15,299. Alrededor del 11.8% de la población estaba por debajo del umbral de pobreza.